# Perehrestivka, Romnî
Perehrestivka (în ucraineană Перехрестівка) este localitatea de reședință a comunei Perehrestivka din raionul Romnî, regiunea Sumî, Ucraina.

## Demografie
Componența lingvistică a localității Perehrestivka
     Ucraineană (96,73%)
     Rusă (2,75%)
     Alte limbi (0,35%)
Conform recensământului din 2001, majoritatea populației localității Perehrestivka era vorbitoare de ucraineană (96,73%), existând în minoritate și vorbitori de rusă (2,75%).